# 제미마 웨스트
저마이마 웨스트(Jemima West, 1987년 8월 11일 ~ )는 프랑스의 배우이다.

## 출연 작품
- 변신 : 어느날 갑자기 (2020)
- 인디안 썸머스 시즌1 (2015)
- 미스터 하이네켄 (2015)
- 유나이티드 패션즈 (2014)
- 섀도우 헌터스 : 뼈의 도시 (2013)